# デルマタン硫酸
デルマタン硫酸（デルマタンりゅうさん、Dermatan sulfate）は、主に皮膚、また、血管、大動脈弁、腱、肺で見出されるグリコサミノグリカンである。
また、コンドロイチン硫酸B(chondroitin sulfate B)とも呼ばれるが、ほとんどの文献においてコンドロイチン硫酸には分類されていない。

## 機能
デルマタン硫酸には、凝固・線溶系、心血管疾患、発癌、感染、線維症、外傷治癒における役割があると考えられている。